# Nathan Trent
Nathanaele Koll, född 4 april 1992 i Innsbruck, professionellt känd som Nathan Trent, är en österrikisk sångare. Han representerade Österrike i Eurovision Song Contest 2017 i Kiev.